# Tynagh
Tynagh is een plaats in het Ierse graafschap County Galway. Bij de plaats ligt een lood- en zinkmijn die in 1981 gesloten werd. Op de plek van de mijn werd in 2004 een verzinkerij gesticht.